# Свети Илия (Света гора)
Вижте пояснителната страница за други значения на Свети Илия.
„Свети Пророк Илия“ (на гръцки: Σκήτη Προφήτη Ηλία) е гръцки православен общежителен скит на Света гора, подчинен на манастира „Пантократор“ и разположен на около 25 минути път пеша от манастира.

## История
Скитът е основан през 1757 г. от видния славянски духовник и просветител Паисий Величковски (1722 – 1794). След като се замонашва и събира около себе си братство от последователи, успява да измоли от атонския манастир Пантократор една стара и необитаема килия в близост до манастира, посветена на Пророк Илия. Скоро на мястото на тази килия Паисий основава монашеска обител и остава там пет години, полагайки основата за нейното бъдещо развитие.
В скита се заселват около 30 западноруски и молдовски монаси, но след заминаването на Паисий за Молдова през 1763 г. скитът отново опустява.
През 1775 г. в скита отново се заселват монаси. През 1835 г. в скита пристига йеромонах Аникита Ширински-Шихматов, духовен и светски писател, член на Руската академия (1809) и академик на Петербугската академия на науките, който полага много усилия за укрепването на скита. През 1839 г. скитът получава от манастира Пактократор устав, определящ взаимоотношенията между манастира и скитското общежитие.
Своеобразен разцвет скитът достига при дикей Паисий II през 1850 г. Този трудолюбив настоятел издига още един монашески корпус, с две църкви. Благодарение на щедри дарения от Русия в скита се изгражда църква посветена на руския светец Митрофан Воронежки. През 1881 г. завършва и строителството на съборната църква на скита посветена на Пророк Илия. Освен нея в скита има още пет по малки църкви и параклиси: „Свети Митрофан Воронежки“, „Свети Николай“, Свети Йоаким и Анна", „Свети Димитър“ и „Свето Благовещение“. В скита се съхраняват и множество ценни икони и частици от мощи на светци.
През 1906 г. в скита живеят около 500 монаси, по-голямата част от Малорусия, поради което скитът бил наричан и „Илински малоруски скит“. Скитът притежава метоси в Одеса, Таганрог и Константинопол.
В края на XX век в скита живеят няколко монаси-зилоти, принадлежащи към Руската православна задгранична църква.
През 1992 г. заради отказа си да споменават в богослуженията името на вселенския патриарх Вартоломей I монасите са изгонени от скита. В наши дни в скита живеят около 15 гръцки монаси.